# Bambouti (Cameroun)
Pour les articles homonymes, voir Bambouti.
Bambouti est un village du Cameroun situé dans la région de l'Est et le département du Lom-et-Djérem. Il fait partie de l'arrondissement de Ngoura.

## Population
En 1966-1967, Bambouti comptait 530 habitants, principalement des Baya. Lors du recensement de 2005, on y a dénombré 1 065 personnes.

## Infrastructures
Bambouti dispose d'une école publique.